# Filina de Lárissa
Filina de Lárissa (em grego clássico: Φίλιννα; romaniz.: Phílinna) foi uma princesa grega antiga, quinta esposa do rei da Macedônia, Felipe II.
Nativa de Lárissa na Tessália foi provavelmente por volta do ano 358/357 casada com o rei Filipe II.  Talvez ela era um membro de uma família principesca de Larissa, que seu casamento pode ter sido baseado em um propósito político. Várias tradições afirmam que Philinna era uma dançarina, mas esse boato fez parte da propaganda que poderia impedir a ascensão de seu filho Filipe III Arrideu como rei. Ela foi também madrasta do rei Alexandre o Grande.